# Hypothyris maenas
Hypothyris maenas är en fjärilsart som beskrevs av Richard Haensch 1909. Hypothyris maenas ingår i släktet Hypothyris och familjen praktfjärilar. Inga underarter finns listade i Catalogue of Life.